# スーザン・ソンタグ
スーザン・ソンタグ（Susan Sontag, 1933年1月16日 - 2004年12月28日）は、アメリカ合衆国の作家（小説家、エッセイスト、批評家）、映画製作者、社会運動家。
生涯を通じ、アメリカを代表するリベラル派の知識人として、ベトナム戦争やイラク戦争に反対するなど、人権問題についての活発な著述と発言でオピニオンリーダーとして注目を浴びた。

## 生涯

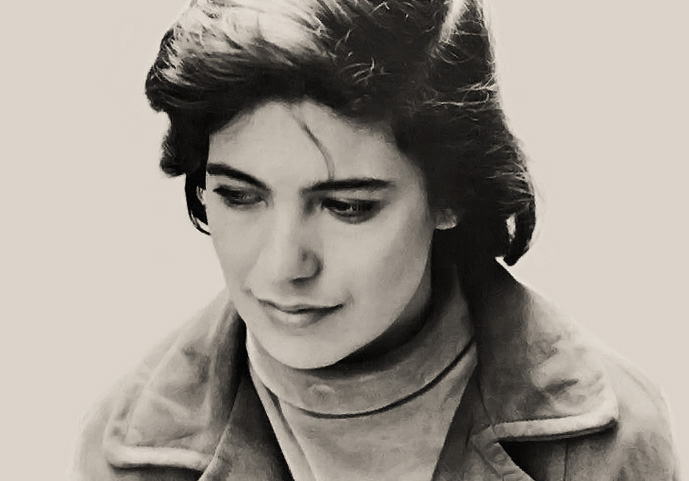
1966年撮影

東欧ユダヤ系移民の父ジャック・ローゼンブラット（Jack Rosenblatt）と母ミルドレッド・ヤコブセン（Mildred Jacobsen）の間に、アメリカ国籍者としてニューヨーク市で誕生した。父親は中国で毛皮の貿易会社を経営していたが、スーザンが5歳の時に結核で死去した。その7年後、母は同じ東欧ユダヤ系のネイサン・ソンタグ（Nathan Sontag）と親密関係になった。正式には結婚はしなかったが、スーザンとその妹のジュディスはその義父のソンタグ姓を名乗るようになった。
ソンタグはアリゾナ州ツーソンをへてカリフォルニア州ロサンゼルスで育ち、15歳でノースハリウッド高等学校を卒業後は、学部生としてカリフォルニア大学バークレー校で学び始めたのちシカゴ大学に転校し、学士号を得て卒業。ハーバード大学大学院、オックスフォード大学のセント・アンズ・カレッジ、パリ大学の大学院でそれぞれ哲学、文学、神学を専攻した。
大学院修了後、アメリカユダヤ人委員会の機関誌『コメンタリー』の編集者となったのち、コロンビア大学などで哲学講師となる。そのかたわら、1963年に小説『恩恵者 The Benefactor』で作家デビュー。1966年には、初の評論集『反解釈 Against Interpretation』を出版。同作における、写真家ピーター・ヒュージャーが撮影した印象的なカバー写真は、ソンタグが「the Dark Lady of American Letters」としての名声を得るのを後押しした。
2004年12月28日、骨髄異形成症候群の合併症から急性骨髄性白血病を併発し、ニューヨークで死去。71歳没。彼女は30年間、進行性乳癌と子宮癌を患っていた。遺体はパリ・モンパルナスの共同墓地に埋葬された。

## 親族
シカゴ時代の17歳のとき、ソンタグは社会学者フィリップ・リーフからの熱烈な求婚を受け、結婚。8年の結婚生活を経て、1958年に離婚した。ソンタグは晩年、1989年に出会った写真家のアニー・リーボヴィッツと交際していた。
息子のデイヴィッド・リーフはアメリカの出版社Farrar, Straus and Giroux（FSG）でソンタグの担当編集者となったのち、作家、政策アナリストに転身した。

## 主な著書（邦訳）
小説
- 『死の装具』1967（斎藤数衛訳 早川書房 1970年）
- 『わたしエトセトラ』（行方昭夫訳 新潮社 1981年）
- 『火山に恋して』（冨山太佳夫訳 みすず書房 2001年）
- 『夢の賜物』（木幡和枝訳 河出書房新社 2012年）
- 『イン・アメリカ』（木幡和枝訳 河出書房新社 2016年）

評論、エッセイ、手稿、講演集
- 『ハノイで考えたこと』（邦高忠二訳 晶文社 1969年）
- 『反解釈』（高橋康也・由良君美ほか訳 竹内書店 1971年）
  - ちくま学芸文庫 1996年

- 『ラディカルな意志のスタイル』（川口喬一訳 晶文社 1974年）
  - 【改訳・改題】「ラディカルな意志のスタイルズ」（管啓次郎・波戸岡景太訳 河出書房新社 2018年）

- 『アントナン・アルトー論』（岩崎力訳 コーベブックス 1976年）
  - 【改題】「アルトーへのアプローチ」（みすず書房・みすずライブラリー 1998年）

- 『写真論』（近藤耕人訳 晶文社 1979年） 新版 2018年
- 『隠喩としての病い』（冨山太佳夫訳 みすず書房 1982年）
  - 【改題】「隠喩としての病い エイズとその隠喩」（みすず書房 1992年） 新版 2006年

- 『土星の徴しの下に』（冨山太佳夫訳 晶文社 1982年）
  - 新版 みすず書房 2007年

- 『この時代に想う テロへの眼差し』（木幡和枝訳 NTT出版 2002年）
- 『他者の苦痛へのまなざし』（北條文緒訳 みすず書房 2003年）
- 『良心の領界』（木幡和枝訳 NTT出版 2004年）
- 『エッセイ集 1 文学・映画・絵画 書くこと、ロラン・バルトについて』（冨山太佳夫訳 みすず書房 2009年）
- 『同じ時のなかで』（木幡和枝訳 NTT出版 2009年）
- 『私は生まれなおしている 日記とノート1947-1963』（デイヴィッド・リーフ編 木幡和枝訳 河出書房新社 2010年）
- 『エッセイ集 2 写真・演劇・文学 サラエボで、ゴドーを待ちながら』（冨山太佳夫訳 みすず書房 2012年）
- 『こころは体につられて 日記とノート 1964-1980』上下（デイヴィッド・リーフ編 木幡和枝訳 河出書房新社 2013-14年）

インタビュー集
- 『スーザン・ソンタグの『ローリング・ストーン』インタヴュー』（ジョナサン・コット著 木幡和枝訳 河出書房新社 2016年）